# Хёйс, Харри
Харри Хёйс (нидерл. Harrie Huijs, 29 апреля 1955, Лимбург — 20 февраля 2007) — нидерландский актёр. Известен в Нидерландах благодаря рекламным роликам и театральным постановкам. Харри Хёйс также снимался в кино и сериалах.
Умер от кровоизлияния в мозг после неофициальной премьеры телесериала «Хемелпорт» («De Hemelpaort»). Харри Хёйс снялся в двух продукциях (а именно: «Визит Семьи Дракулы» и «Бизнес, как Обычно») вместе с украинско-нидерландской актрисой Галиной Кияшко. В фильме «Визит Семьи Дракулы» Харри сыграл роль Дракулы, а Галина Кияшко — его подругу Софи.

## Работы в кино и сериалах
- 2007 — «Хемелпорт» («De Hemelpaort»), телесериал. Роль: Шенг Клинкерс (Sjeng Klinkers). Режиссёры: Йохан Нейенхёйс (Johan Nijenhuis) и Ян ван ден Ниувенхёйзен (Jan van den Nieuwenhuyzen).
- 2006 — «Визит Семьи Дракулы» («Dracula`s family visit»). Роль: Дракула. Режиссёр: Моник Брет (Monique Breet). Нидерланды.
- 2004 — «Бизнес, как Обычно» («Business as Usual»). Роль: Франк Орзини. Режиссёр Елле Трулстра (Jelle Troelstra). Нидерланды.